# 微軟模擬列車
《微軟模擬列車》是一個能在微軟視窗作業系統運行的模擬鐵道遊戲，由英國工作室Kuju Entertainment所開發。該套軟體於2001年7月發行於美國、歐洲、香港、日本、台灣等地。曾於2003年公佈開發第二代，但後來取消開發微軟模擬列車2計劃。而在2007年1月，微軟再於遊戲官方網頁宣佈使用「微軟模擬飛行X」的遊戲引擎開發全新的系列作品。

## 原始版本

### 路線
遊戲內含以下鐵路路線：
- 英國卡萊爾 - 塞特爾鐵路線，遊戲中收錄1920年代從卡萊爾至塞特爾的整段路線，遊戲中出現列車由飞翔的苏格兰人鐵路公司（Flying Scotsman Railway）營運。現在路線是英國全國鐵路網的一部分。
- 奧地利阿尔贝格铁路线，遊戲中收錄1920年代從因斯布魯克至聖安東（St. Anton）的路段。遊戲中出現列車由東方快车公司（The Orient-Express）營運。
- 美國东北走廊线，遊戲中收錄從華盛頓至費城的路段。遊戲中出現列車由美国国家铁路客运公司（Amtrak）營運。
- 美國蒙大拿山隘路线，從怀特菲什至謝爾比。由BNSF鐵路公司（BNSF Railway）營運。
- 日本小田急小田原线，從新宿站至箱根湯本站。由小田急電鐵株式會社營運。
- 日本肥薩線，遊戲中收錄從八代站至吉松站的路段。由九州旅客鐵道（JR九州）營運。

| 线路名称               | 线路提供商         | 游戏中玩家默认驾驶的列车                           | AI默认驾驶的列车                                              | 始发站，终点站     | 线路里程（km） |
| ---------------------- | ------------------ | -------------------------------------------------- | ------------------------------------------------------------- | ------------------ | -------------- |
| Hisatsu Line           | JR九州旅客铁道     | 日本国铁KiHa31系柴油动车组                         | 日本国铁KiHa140系柴油动车组                                   | 八代，吉松         | 86             |
| Innsbruck - St. Anton  | 东方快车公司       | 奥地利国家铁路380型蒸汽机车                        | 奥地利国家铁路310型蒸汽机车                                   | 圣安东，因斯布鲁克 | 100.75         |
| Marias Pass            | BNSF铁路           | 通用电气Dash 9系列柴电机车 GP38-2型柴油机车        | 通用电气创世纪型柴电机车 SD40型柴油机车                       | 怀特菲什，谢尔比   | 244.7          |
| Northeast Corridor     | 美铁               | 阿西乐特快 HHP-8型电力机车                         | 通用电气创世纪型柴电机车 通用电气E60型电力机车                | 华盛顿，费城       | 214            |
| Settle & Carlisle Line | 伦敦及东北鐵路公司 | 伦敦及东北铁路4472号蒸汽机车                       | 伦敦米德兰和苏格兰铁路6100号蒸汽机车 大西部铁路4073型蒸汽机车 | 卡莱尔，塞特尔     | 115            |
| Tokyo - Hakone         | 小田急电铁         | 小田急2000型電力動車組 小田急7000型電力動車組“LSE” | 小田急30000型電力動車組“EXE”                                  | 新宿，箱根汤本     | 88             |

### 編輯器及工具
遊戲提供了編輯器及工具，可供玩家修改遊戲中已有的路線、景物等等。玩家亦可以透過工具建設全新的鐵路路線，甚至遊戲中的任務（Activities）和駕駛室視點（Cabview）在遊戲中使用。

## 非官方的附加檔案
由於遊戲提供了各種供玩家修改、新增遊戲元件的編輯器及工具，大量玩家製作出於現實中出現的各種鐵路路線以及鐵路車輛，亦有玩家製作虛構的路線和車輛。與「微軟模擬飛行」同樣，這些非官方的附加檔案分為需付費購買的「附加檔案組」（Add-on pack）或是可於愛好者網站中免費下載（通常需要付費的附加檔案會比可供免費下載的附加檔案更細緻）。

## 外部連結
- Kuju Entertainment（页面存档备份，存于）